# Каприје (Шибеник)
Каприје је насељено мјесто у Далмацији. Припада граду Шибенику, у Шибенско-книнској жупанији, Република Хрватска.

## Географија
Каприје се налази на острву Каприје, удаљено око 16 км југозападно од Шибеника.

## Становништво
Према попису становништва из 2011. године, насеље Каприје је имало 189 становника.
| Демографија | Демографија | Демографија |
| Година      | Становника  | Становника  |
| ----------- | ----------- | ----------- |
| 1971.       | 310         |             |
| 1981.       | 172         |             |
| 1991.       | 130         |             |
| 2001.       | 143         |             |
| 2011.       |             | 189         |